# Illicium
El género Illicium L., 1759 comprende 45 especies de arbolitos o arbustos aromáticos y pertenece a la familia Schisandraceae. La especie tipo es I. anisatum L., 1759.

## Descripción
Con los caracteres generales de la familia Schisandraceae.
- Árboles pequeños o arbustos, pudiendo alcanzar hasta 15 m.
- Hojas alternas, en espiral, frecuentemente agrupadas en los extremos de las ramas o subverticiladas, de borde entero, pinnatinervias, sin estípulas
- Flores perfectas, actinomorfas, pequeñas, blancas, amarillas o púrpuras, solitarias, axilares o supraaxilares, rara vez laterales y por debajo de las hojas o caulógenas. Tépalos (7-)12-30(-33), imbricados. Estambres 4-40(-50), libres, conectivo a veces glandular, anteras intro-latrorsas. Carpelos (5-)7-15(-21), en un verticilo, estigma en el borde ventral del estilo. Óvulo 1 por carpelo, de inserción ventral casi basal
- Fruto compuesto (infrutescencia); cada fruto dehiscente (ventralmente) en folículo, con una semilla brillanteFruto de I. verum.

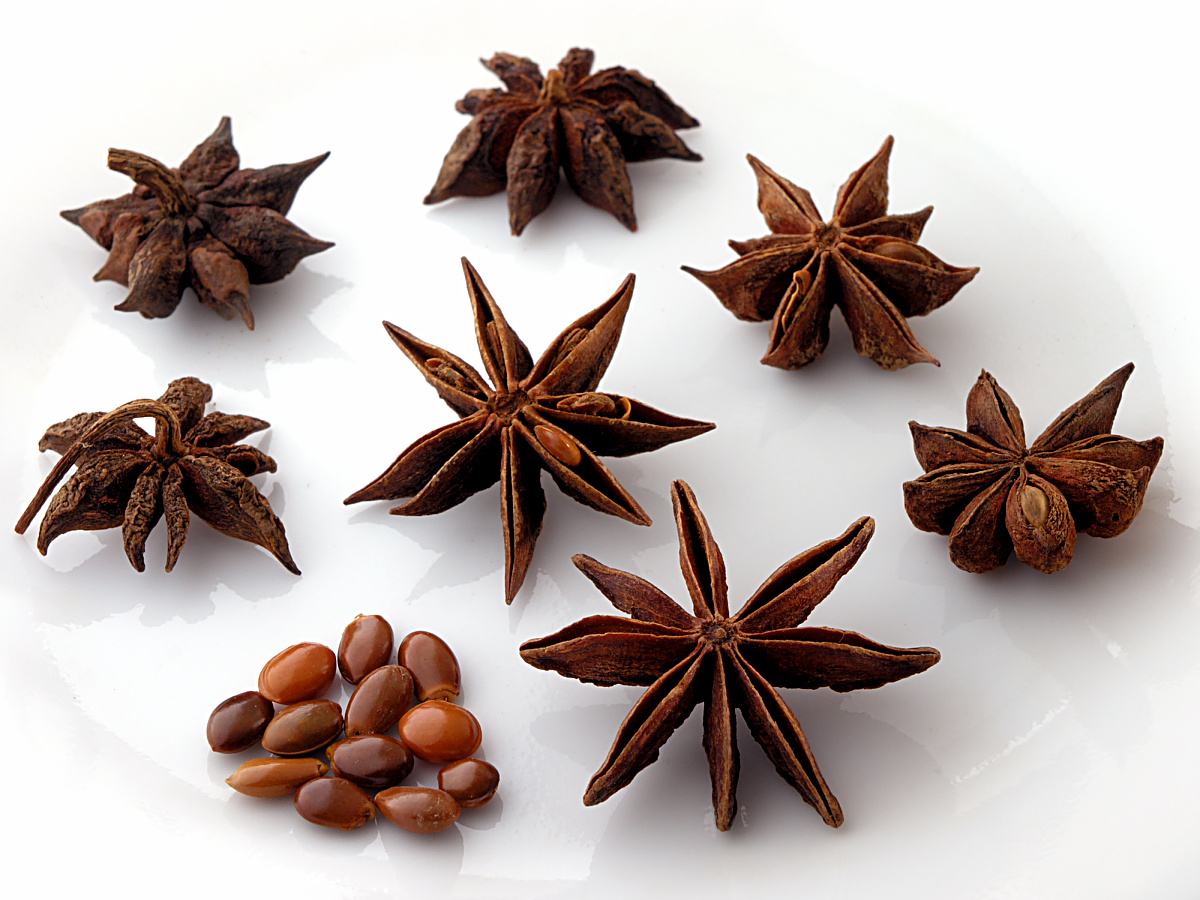
Fruto de I. verum

- Número cromosómico: n = 13, 14; 2n = 28

## Ecología
Polinización entomógama, fundamentalmente llevada a cabo por dípteros, atraídos por el olor de las flores similar al pescado, en el caso de I. floridanum.

## Usos
La especie con mayor interés económico es el badián, cuyo fruto, denominado anís estrellado, badiana o badiana de China, Illicium verum, de sabor a anís, por la presencia de anetol, se usan como condimento y en infusión, para tratar las flatulencias de los lactantes (carminativo) y las malas digestiones (eupéptico). 
Otras especies, sin embargo, son tóxicas por contener alcaloides venenosos. Este es el caso de un sucedáneo irregular del anterior, el anís estrellado del Japón, badiana del Japón o shikkimi (Illicium anisatum), cuyo consumo puro o mezclado con el anterior provoca intoxicaciones, porque contiene sikamina, ácido sikímico, sikimipicrina y los alcaloides tóxicos shikimina y shikimotoxina, neurotóxicos. Los síntomas de envenenamiento incluyen vómitos, convulsiones, revulsión ocular (nistagmo) e irritabilidad alternando con somnolencia, detectadas en lactantes. Pueden resultar gravemente afectados los riñones, el tracto urinario, los órganos digestivos y el sistema nervioso. El ácido siquímico es la substancia base en la obtención del antivírico Oseltamivir. 
Algunas especies de Illicum tienen uso en jardinería, por ejemplo Illicum anisatum, Illicum floridanum.

## Distribución
El género se distribuye por el sureste de Asia, sureste de los Estados Unidos, México oriental, Cuba, Haití y República Dominicana.

## Sinonimias
- Skimmi  Kaempf. ex Adans., 1763 (el nombre de Kaempfer se publicó en 1712 y, por ello, no puede usarse).
- Badianifera L. ex Kuntze, 1891

## Taxones específicos incluidos
1. Illicium angustisepalum - S China
2. Illicium anisatum – Japón, Corea del Sur, Taiwán
3. Illicium arborescens - Taiwán
4. Illicium brevistylum - Guangdong, Guangxi, Hunan, Yunnan
5. Illicium burmanicum - Yunnan, Birmania
6. Illicium cubense - Cuba
7. Illicium difengpi - Guangxi
8. Illicium dunnianum - S China
9. Illicium floridanum- EE. UU. (FL GA AL MS LA)[1]
10. Illicium griffithii - Tíbet, Bután, Arunachal Pradesh
11. Illicium guajaibonense - Cuba
12. Illicium henryi - S China
13. Illicium jiadifengpi - S China
14. Illicium lanceolatum - S China
15. Illicium leiophyllum - Hong Kong
16. Illicium macranthum - Yunnan
17. Illicium majus - S China, Vietnam, Birmania
18. Illicium merrillianum - Yunnan, Birmania
19. Illicium mexicanum - Veracruz
20. Illicium micranthum - Yunnan
21. Illicium modestum - Yunnan
22. Illicium pachyphyllum - Guangxi
23. Illicium parviflorum EE. UU. (FL GA SC)[2]
24. Illicium petelotii - Yunnan, Vietnam
25. Illicium philippinense - Filipinas, Taiwán
26. Illicium simonsii - S China, Assam, Birmania
27. Illicium tashiroi - Taiwán, Nansei-shoto
28. Illicium tenuifolium - Vietnam
29. Illicium ternstroemioides - Fujian, Hainan
30. Illicium tsaii - Yunnan
31. Illicium verum - Guangxi
32. Illicium wardii - Yunnan, Birmania